# Anton Halén
Anton Halén (* 28. November 1990 in Sollefteå) ist ein ehemaliger schwedischer Handballspieler.
Der 1,92 m große Linkshänder wurde zumeist auf Rechtsaußen eingesetzt.
Anton Halén begann mit dem Handballspiel in seiner Heimatstadt bei Sollefteå HK. Ab 2007 lief er für HK Drott in Halmstad auf. Mit Drott gewann er die schwedische Meisterschaft 2013 und erreichte das Viertelfinale im Europapokal der Pokalsieger 2010/11 sowie die Gruppenphase in der EHF Champions League 2013/14. In der Saison 2012/13 wurde er vom Schwedischen Handballverband zum besten Rechtsaußen der Elitserien gewählt. Im Sommer 2014 wechselte er zum deutschen Bundesligisten Frisch Auf Göppingen. Mit Göppingen gewann er 2016 und 2017 den EHF-Pokal. Halén lief ab dem Sommer 2018 für den schwedischen Erstligisten IFK Kristianstad auf. Mit Kristianstad gewann er 2023 sowohl die schwedische Meisterschaft als auch den schwedischen Pokal. Nach der Saison 2023/24 beendete er seine Karriere.
In der Schwedischen Nationalmannschaft debütierte Halén im Januar 2013 gegen Tschechien. Er stand im erweiterten Kader für die Europameisterschaft 2014, wurde aber nicht ins endgültige Aufgebot berufen. Er bestritt 25 Länderspiele, in denen er 50 Tore erzielte.